# 7th District Inc.
7th District Inc. ist eine österreichische Band aus Wien.

## Geschichte
Im Jahr 2002 hat die Band den Amadeus Austrian Music Award in der Kategorie Produzent des Jahres gewonnen.

## Diskografie

### Singles und EPs
- 1997: 7th District Inc. Feat. E-Mix - The Bottle (Exit 8 Records)
- 1998: 7th District Inc. Feat. Mystic Aura - Fortuneteller (Imperial Recordings)
- 1998: Work It (Raw Sienna Records)
- 1999: Count Basic vs. 7th District Inc. - Licence to Kill (7th District Vocal Mix) (Spray Records)
- 1999: 7th District Inc. Feat. Janine Cross - Burnin (Ministry of Music)
- 2000: 7th District Inc. Presents David Lenis - La Colegiala (Intonation Recordings)
- 2000: 7th District Inc. Feat. Janine Cross - What a Night (Credence / EMI)
- 2000: 7th District Inc. - Destiny (Ministry of Music)
- 2000: 7th District Inc. Featuring Procter* & Miller* - Getaway (EMI)
- 2001: 7th District Inc. Feat. Janine Cross - All the Things U Are (Ministry of Music)
- 2001: 7th District Inc. / Miami Connection / Up Code - All the Things You Are / Watching Me / Everyday (DKD D-Noy Muzik)
- 2003: 7th District Inc. - Love Breeze (Royal Plastic)
- 2003: 7th District Inc. - Let Life Shine (Distance Records, France)
- 2005: 7th District Inc. ft. Austin Howard - On the Beach (Royal Plastic)